# Sân vận động Mohammed bin Zayed
Sân vận động Ali Mabkhout (tiếng Ả Rập: ستاد محمد بن زايد) là một sân vận động đa năng ở Abu Dhabi, Các Tiểu vương quốc Ả Rập Thống nhất. Sân hiện đang được sử dụng chủ yếu cho các trận đấu bóng đá và cricket và là sân nhà của câu lạc bộ Al Jazira. Sân được đặt theo tên của Ali Mabkhout.

## Thay đổi sức chứa
Sức chứa ban đầu của sân vận động là 15.000 người nhưng hiện tại sân đang được mở rộng để tăng sức chứa và biến sân thành một nhà thi đấu thể thao có máy lạnh cực kỳ hiện đại. Dự án mở rộng cũng bao gồm hai tòa tháp dân cư sẽ được xây dựng trên sân vận động. Một nửa của dự án đã được hoàn thành vào tháng 12 năm 2006 và sân vận động đã tổ chức Cúp bóng đá vịnh Ả Rập lần thứ 18 vào tháng sau. UAE đã vô địch giải đấu trên sân vận động có sức chứa 24.000 khán giả. Sân vận động đã được mở rộng một lần nữa cho Cúp bóng đá châu Á 2019.

## Chi tiết
- Đã tổ chức 3 trận đấu trong List A năm 1999 giữa các đội 'A' của Ấn Độ, Pakistan và Sri Lanka.
- Đã tổ chức 8 trận đấu của Giải vô địch bóng đá trẻ thế giới 2003.
- Đã tổ chức 3 trận đấu tại Giải vô địch bóng đá thế giới các câu lạc bộ 2009 và 2010, cùng với Sân vận động Thành phố Thể thao Zayed.

## Cúp bóng đá châu Á 2019
Sân vận động Mohammed bin Zayed đã tổ chức bảy trận đấu của Cúp bóng đá châu Á 2019, bao gồm một trận đấu vòng 16 đội, trận tứ kết và bán kết.
Trong trận bán kết giữa Qatar và nước chủ nhà Các Tiểu vương quốc Ả Rập Thống nhất, các cổ động viên UAE đã ném chai lọ và giày dép xuống sân. Hành vi này được thực hiện trước đó khi la ó bài quốc ca Qatar. Qatar giành chiến thắng 4–0 bất chấp tình huống này, lọt vào trận chung kết Asian Cup đầu tiên của họ.
| Ngày                | Thời gian | Đội #1      | Kết quả | Đội #2       | Vòng        | Khán giả |
| ------------------- | --------- | ----------- | ------- | ------------ | ----------- | -------- |
| 7 tháng 1 năm 2019  | 20:00     | Iran        | 5–0     | Yemen        | Bảng D      | 5.301    |
| 11 tháng 1 năm 2019 | 17:30     | Philippines | 0–3     | Trung Quốc   | Bảng C      | 16.013   |
| 15 tháng 1 năm 2019 | 17:30     | Palestine   | 0–0     | Jordan       | Bảng B      | 20.843   |
| 17 tháng 1 năm 2019 | 17:00     | Oman        | 3–1     | Turkmenistan | Bảng F      | 8.338    |
| 20 tháng 1 năm 2019 | 21:00     | Iran        | 2–0     | Oman         | Vòng 16 đội | 31.945   |
| 24 tháng 1 năm 2019 | 17:00     | Trung Quốc  | 0–3     | Iran         | Tứ kết      | 19.578   |
| 29 tháng 1 năm 2019 | 18:00     | Qatar       | 4–0     | UAE          | Bán kết     | 38.646   |